# Santa Rita do Sapucaí
Santa Rita do Sapucaí es un municipio brasileño del estado de Minas Gerais. Su población estimada en 2004 era de 33.802 habitantes. Es conocida como El Valle de la Eletrónica, debido a los centros educacionales y empresas, de esta área, situados en la ciudad.
Las referencias en el área de educación son: la Escuela Técnica de Eletrónica, el Inatel y la Facultad de Administración y Informática. Esos centros educacionales son responsables por la formación de la mano de obra especializada de la ciudad.

## Perfil

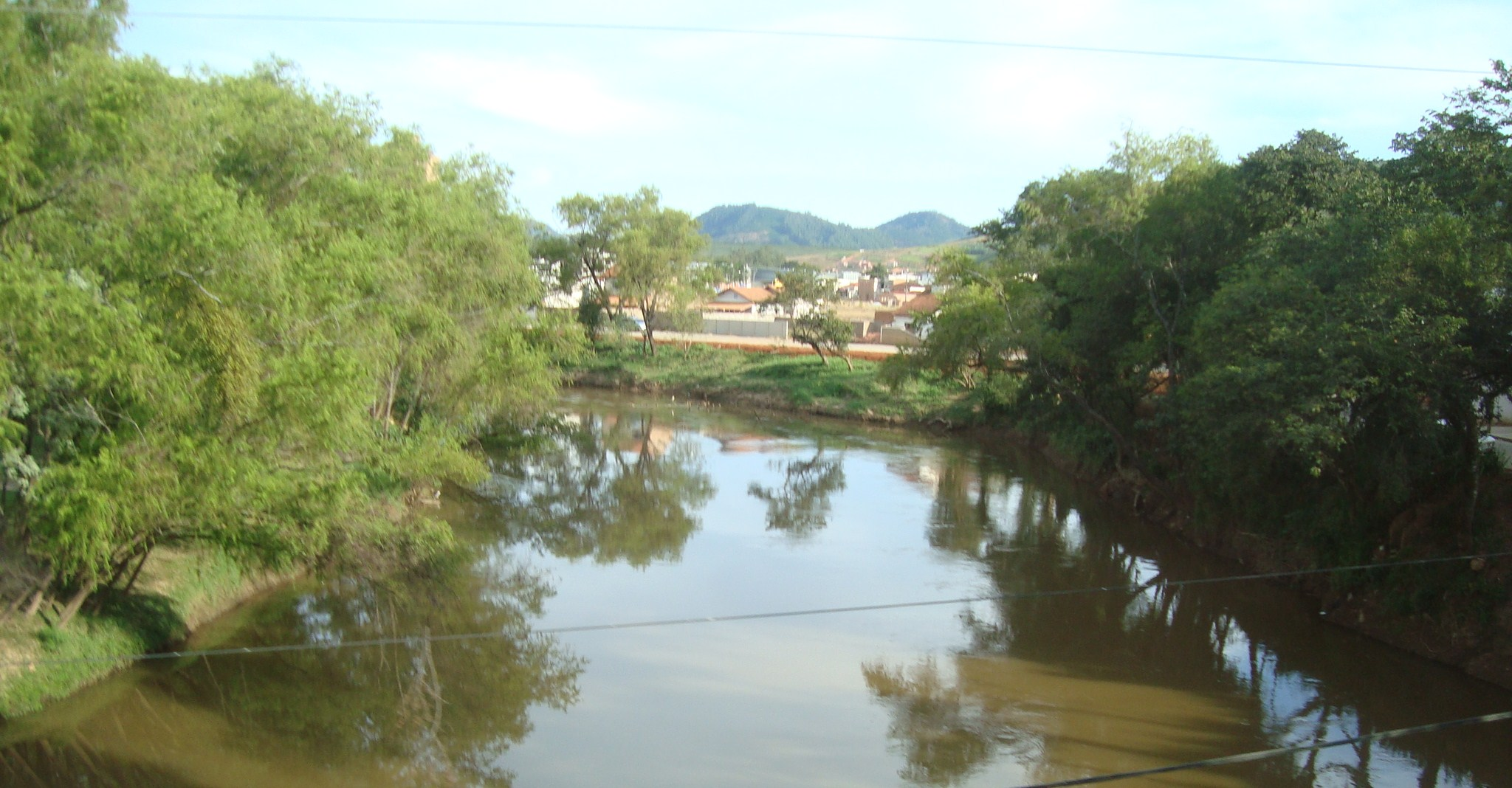
Río Sapucaí en Santa Rita do Sapucaí.

Santa Rita do Sapucaí es conocida en Minas Gerais por su vanguardia en el ramo de la eletrónica y telecomunicaciones, pues tiene un acuerdo productivo local de esas industrias. Después de su gran desarrollo, fue conocida como "Valle del Silício" brasilero.

## Carreteras
La principal carretera que corta el municipio es la BR 459 uniendo Parati a Poços de Caldas.

## Enlaces
Sitio de la Prefectura Archivado el 20 de junio de 2010 en Wayback Machine.